# Paepalanthus rigidifolius
Paepalanthus rigidifolius är en gräsväxtart som beskrevs av Silveira. Paepalanthus rigidifolius ingår i släktet Paepalanthus och familjen Eriocaulaceae. Inga underarter finns listade i Catalogue of Life.